# Battle Frenzy
Battle Frenzy (Alternativtitel: Bloodshot) ist ein US-amerikanischer Ego-Shooter von Domark für Sega Mega Drive und Sega Mega-CD aus dem Jahr 1994.

## Handlung
Im Jahr 2049 wird die Mondbasis Yaz 67 von einem außerirdischen Schlachtschiff angegriffen. Den Erdstreitkräften gelingt es unter Einsatz von Laserbatterien, das Schiff zu neutralisieren. Als ein Entertrupp das Alien-Raumschiff betritt, bemerkt es, dass die Besatzung aus tödlichen Kampfrobotern und Cyborgs besteht und wird komplett aufgerieben. Die Roboter konnten schließlich irgendwie deaktiviert werden und das Schiff wurde zur Erde geschleppt. Durch die Daten der Bordcomputer fand man heraus, dass die Außerirdischen eine Roboterarmee auf den Weg zur Erde schickten, um sie anzugreifen. Das Flaggschiff der Invasionsflotte wird mittels sechzehn Plasmageneratoren betrieben. Der Protagonist ist ein Mitglied der Starfleet Elite Marines, deren Mission es ist, an Bord des Flaggschiffs diese Energieknoten zu zerstören, um die Flotte zu stoppen und die Erde zu retten. Um diese Marines auf den gefährlichen Einsatz vorzubereiten, wird ihnen der kampfwertsteigernde Battle-Frenzy-Chip Bloodshot ins Gehirn implantiert, der ihnen mehr Kraft, blitzschnelle Reflexe und ein unstillbares Verlangen zum Töten gibt.

## Spielprinzip
In Battle Frenzy muss sich der Spieler an Bord eines Alienschiffs durch 12 Level in Form von labyrinthartigen Decks kämpfen, um sich verschiedenen Kampfroboter-Typen zu erwehren, Waffen einzusammeln und die jeweiligen Plasma-Knoten zu zerstören. Wird in einem Level einer dieser Generatoren zerstört, leitet dies einen Selbstzerstörungs-Countdown ein, in dem der Spieler das Deck zum jeweiligen Startpunkt eiligst zurückkehren muss.

## Entwicklungsgeschichte
Battle Frenzy wurde vom Spieldesigner Jim Blackler vom Entwicklerstudio Domark für den Sega Mega Drive und Sega Mega-CD programmiert und 1994 von Acclaim Entertainment vertrieben. Die musikalische Untermalung stammt von Mike Ash. Das Artwork gestaltete Joe Groombridge. Die Hintergrundgeschichte schrieb Ian Livingstone.

## Rezeption
Bewertungen in Computerspielezeitschriften:
- SEGA Magazin, Ausgabe 1/95: 81 %[1] (Sega Mega Drive)
- SEGA Magazin, Ausgabe 9/95: 74 %[2] (Sega Mega-CD)
- MAN!AC, Ausgabe 8/95: 42 %[3] (Sega Mega-CD)
- Play Time, Ausgabe 2/95: 39 %[4] (Sega Mega Drive)

„Da glüht der Mega Drive! Was man bei entsprechender Programmierung in Sachen 3D-Action rausholen kann, beweisen die Domark-Programmierer. Sie schufen einen reizvollen Doom-Clone, der insbesondere durch den Zwei-Spieler-Modus zu überzeugen weiß. Leider lassen die Grafiken in ihrer Detailliertheit etwas zu wünschen übrig.“

„Man soll es anfangs nicht für möglich halten, aber Battle Frenzy entpuppt sich nach einigen Levels als ganz schön nervenaufreibend. Wenn man verzweifelt nach dem Ausgang sucht und der Countdown nur noch wenige Sekunden anzeigt, sammelt sich schnell der Angstschweiß auf der Stirn. Sobald die Räume komplexer werden, stellt das Spiel sogar für Hartgesottene eine knackige Herausforderung dar. Dank der 16 Levels werdet ihr eine Zeitlang gut unterhalten, müßt aber mangels Save-Option jedesmal wieder von vorne beginnen.“